# Fasciazione

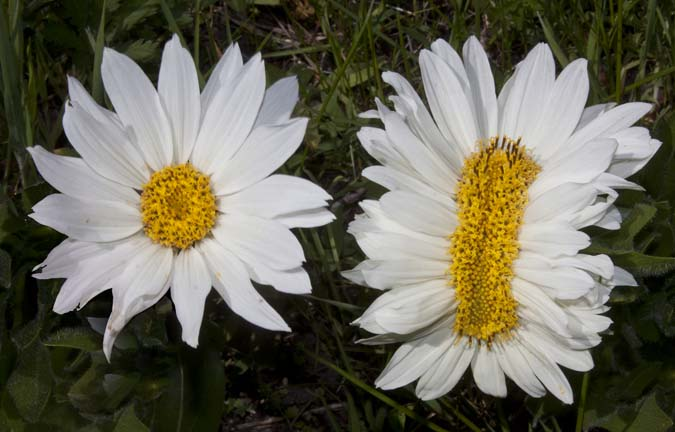
Esemplari di Wyethia helianthoides: il fiore a destra evidenzia una fasciazione

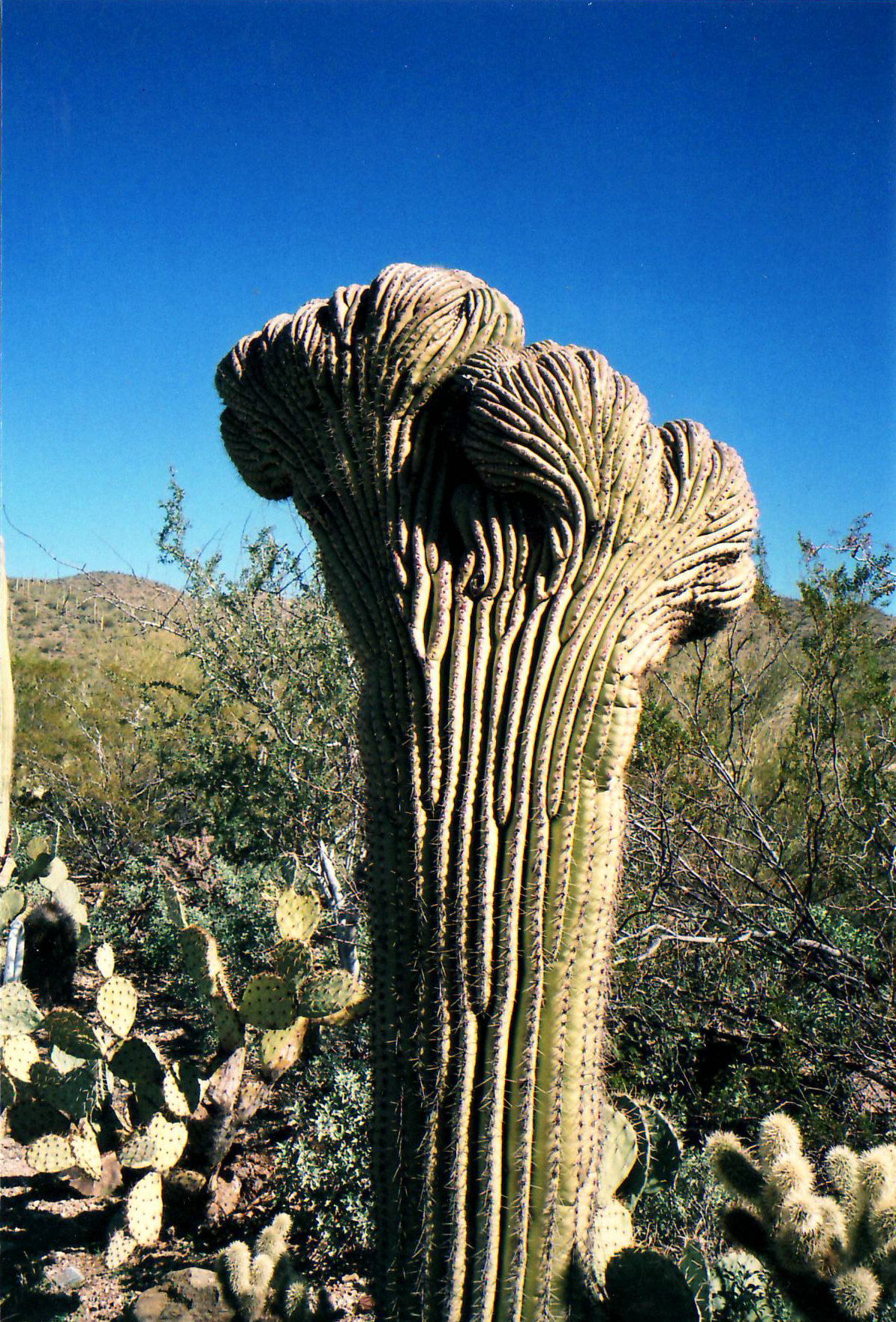
Un cactus Saguaro (Carnegiea) che presenta un apice a creste dovuto a fasciazione

La fasciazione è una relativamente rara condizione di sviluppo anormale nelle piante vascolari, per il quale il meristema apicale, che normalmente si sviluppa intorno ad un singolo punto generando del tessuto approssimativamente cilindrico, diviene invece allungato perpendicolarmente alla direzione di crescita producendo tessuti appiattiti, simili a nastri o di forme elaborate e contorte.
A volte la fasciazione causa la crescita in peso e volume di parti della pianta.
Il fenomeno si può presentare su rami, radici, frutti o fiori della pianta.
Benché la fasciazione sia un fenomeno raro in termini assoluti, è stata osservata su oltre 100 specie di piante diverse, tra le quali membri dei generi Acer, Aloe, Cannabis, Celosia, Delphinium, Digitalis, Euphorbia, Echium, Forsythia, Glycine, Primula, Prunus e Salix, oltre a vari generi di cactus.

## Cause
Sebbene si siano identificate cause meccaniche e fattori ambientali che contribuiscono allo sviluppo di fasciazioni, quali attacchi di funghi o di insetti oppure l'esposizione a sostanze chimiche o a temperature estreme, l'opinione prevalente degli studiosi è che tali eventi siano solo concausa piuttosto che causa scatenante del fenomeno.
Si sospetta che la fasciazione possa derivare da squilibri ormonali a livello delle cellule meristematiche della pianta,

ma anche che potrebbe derivare da una mutazione genetica casuale., oppure da infezioni batteriche e virali.
Anche se il batterio fitopatogeno Rhodococcus fascians è stato identificato come causa di fasciazione nelle piante di Lathyrus odoratus,
studi su piante che presentavano il fenomeno non hanno rilevato la presenza di batteri, per cui si è concluso che l'infezione batterica non può essere una causa esclusiva del fenomeno.
Sebbene la fasciazione non sia in sé contagiosa, i batteri che talvolta la causano possono diffondersi dalle piante infette per contatto o attraverso l'acqua.

## Esempi

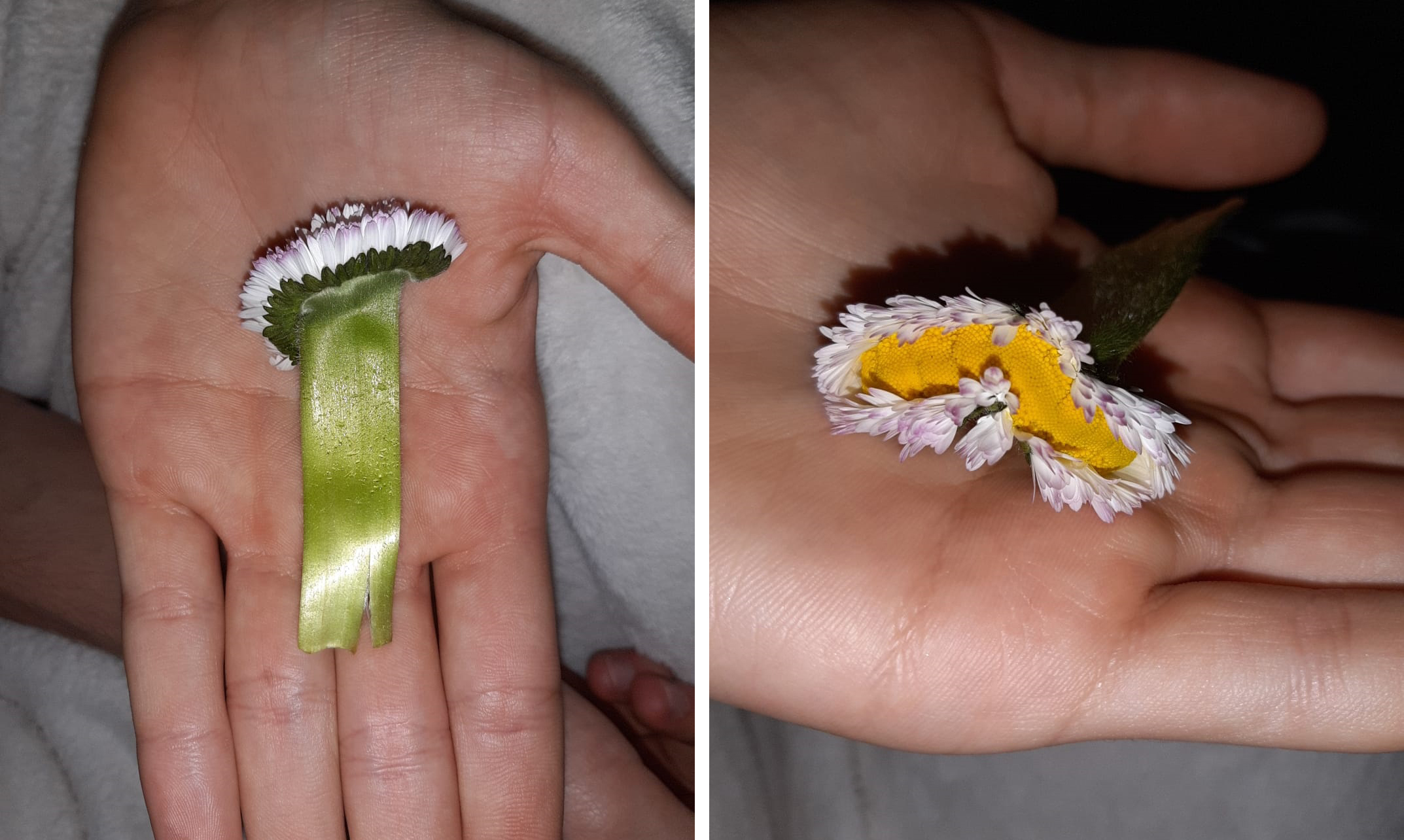
Fasciazione di una margherita

Fasciazione
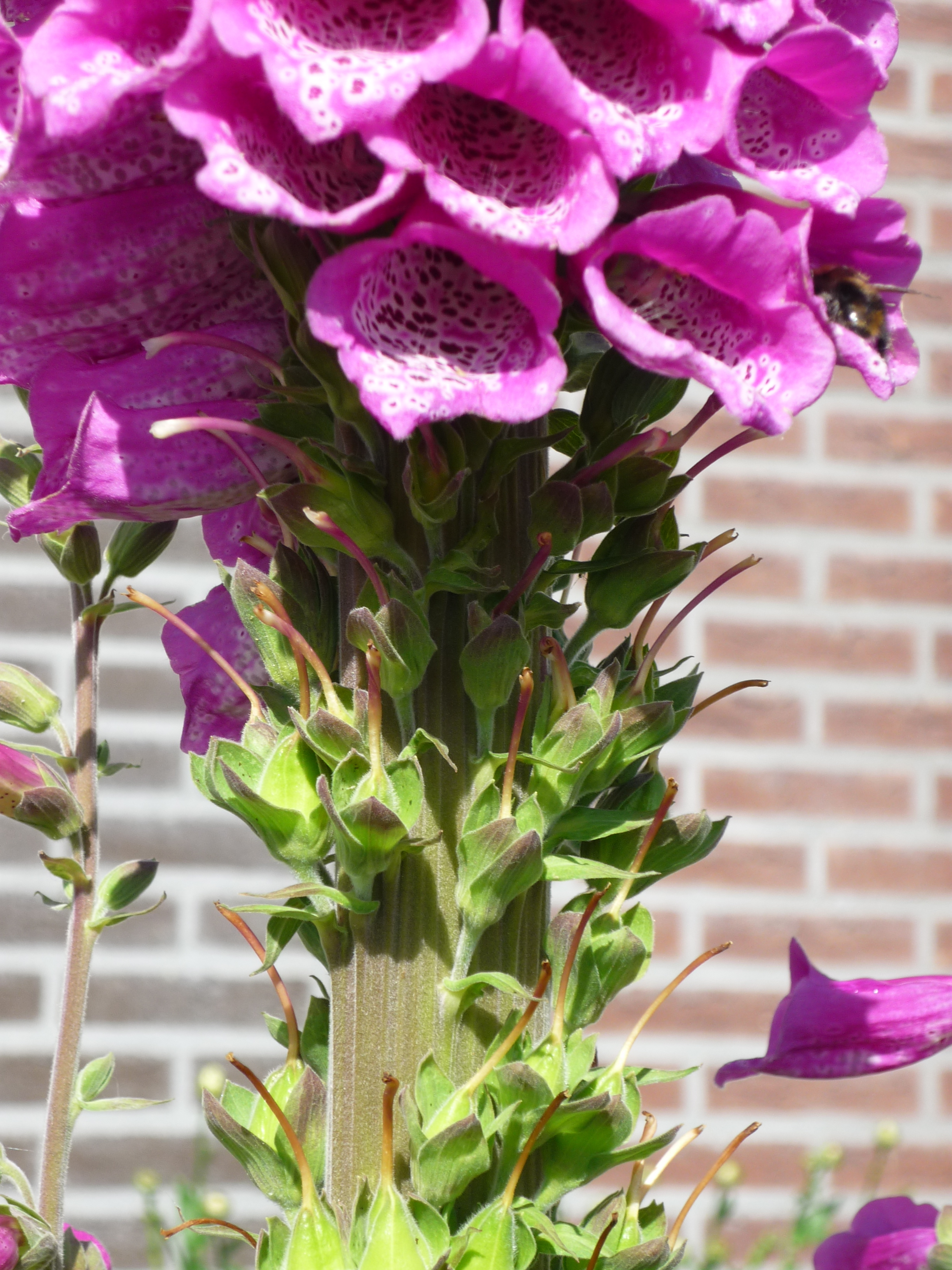
Fasciazione di una Digitalis. Notare lo stelo più largo e spesso rispetto a quello delle infiorescenze normali, visibili a sinistra.
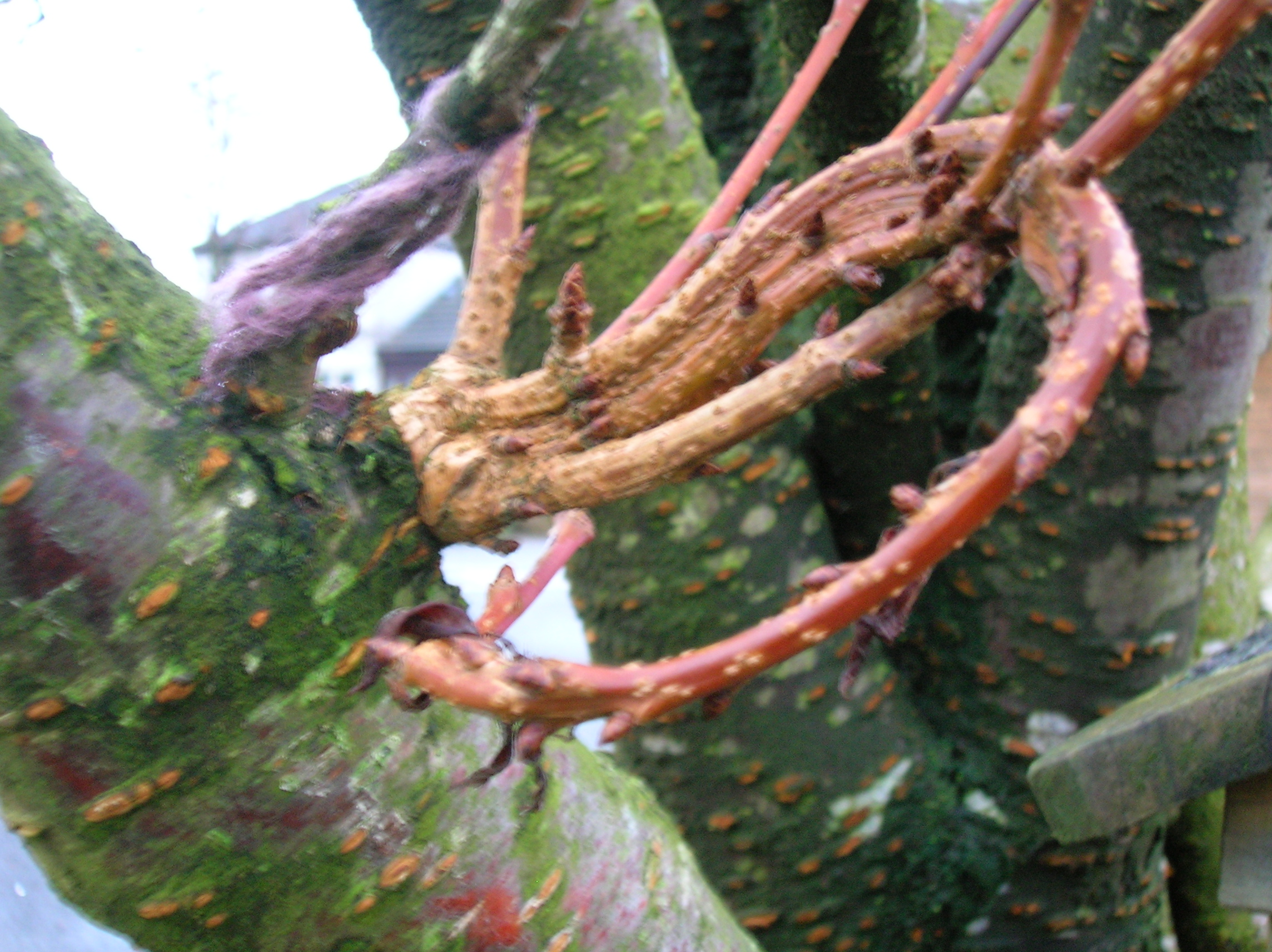
Fasciazione su un albero di ciliegie
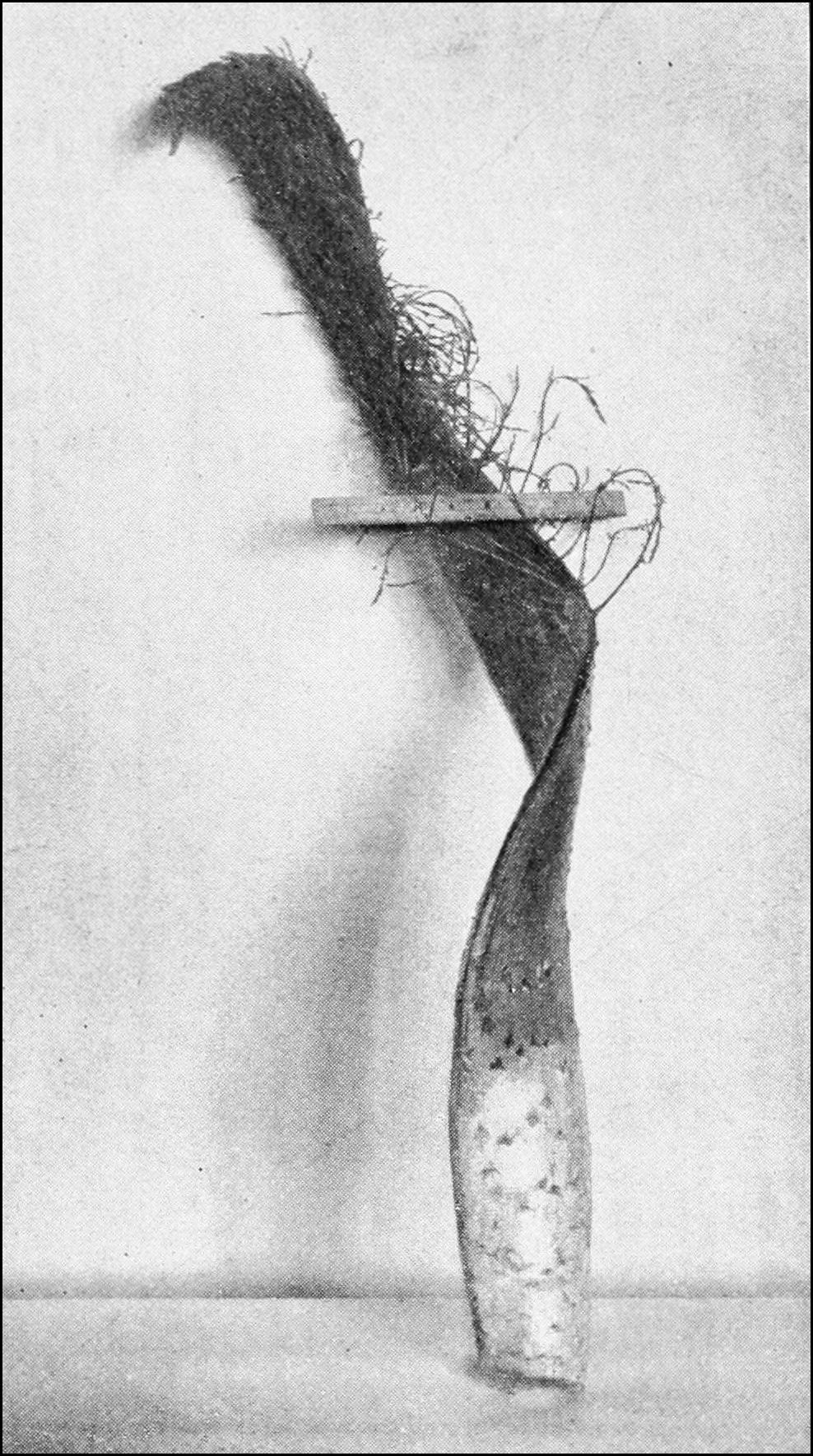
Fasciazione di un Asparagus officinalis.
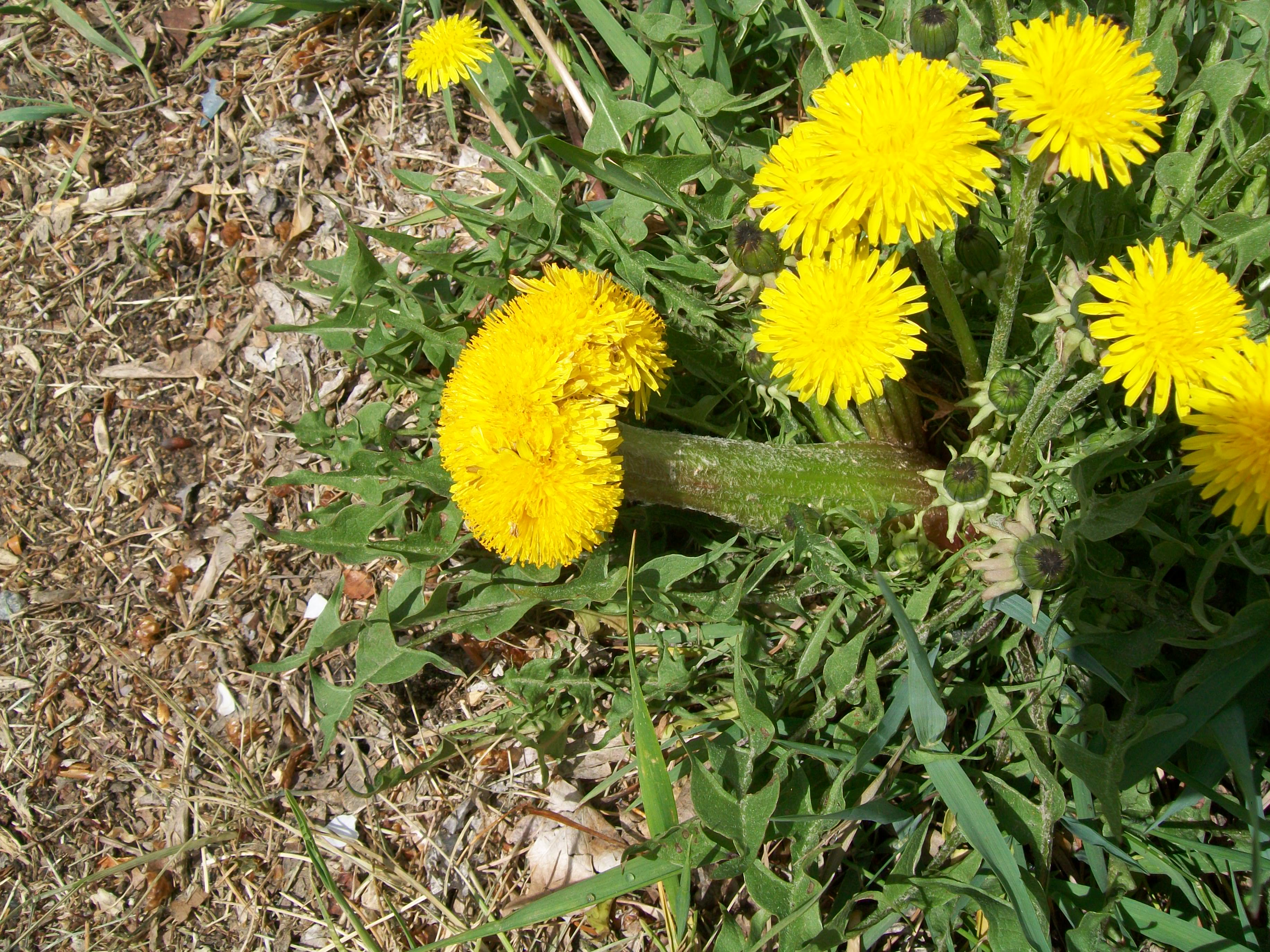
Ceppo di Tarassaco officinale che, insieme a fiori normali, mostra fiori fasciati (al centro).
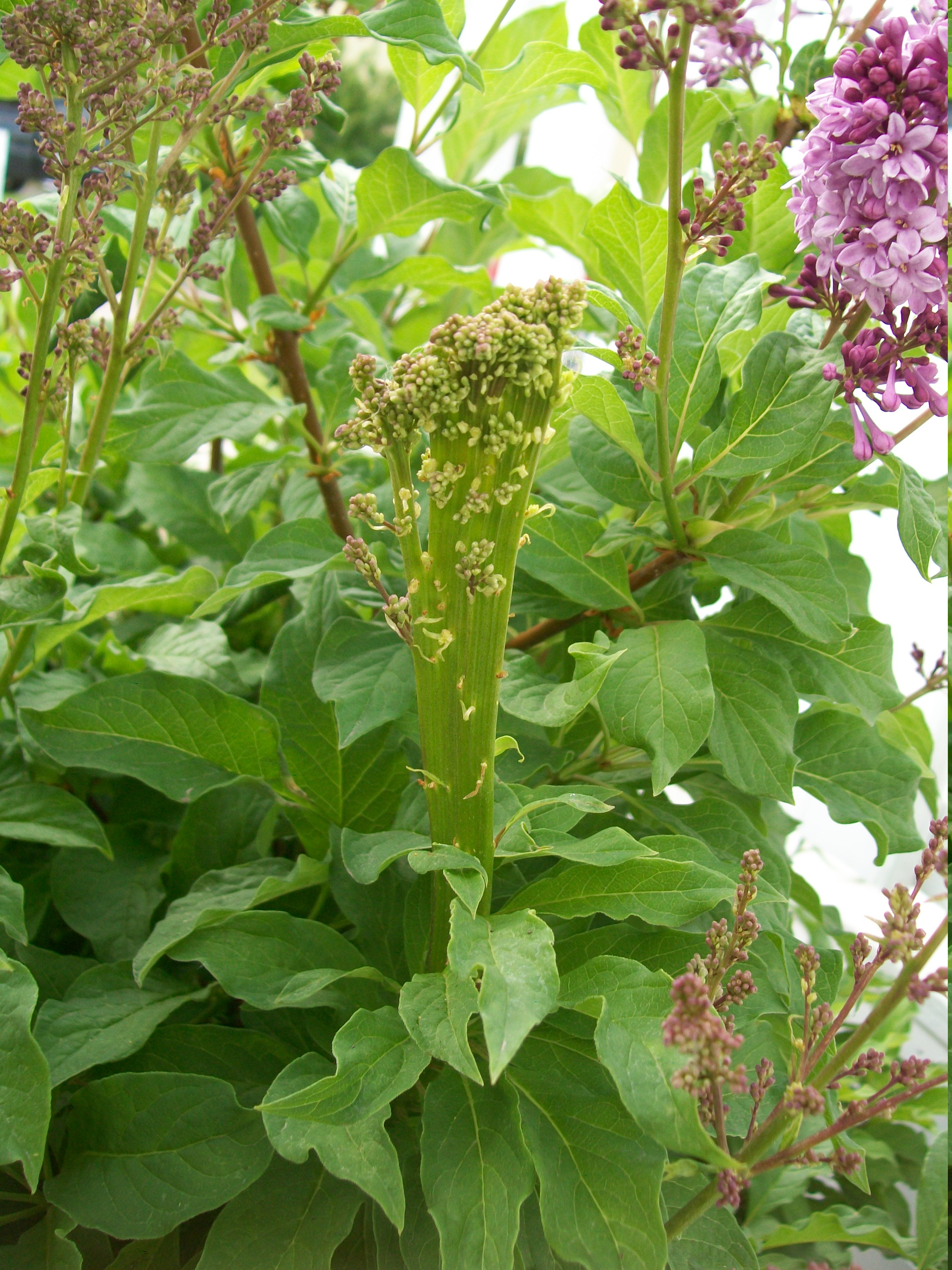
Fasciazione di una pianta di Lillà.
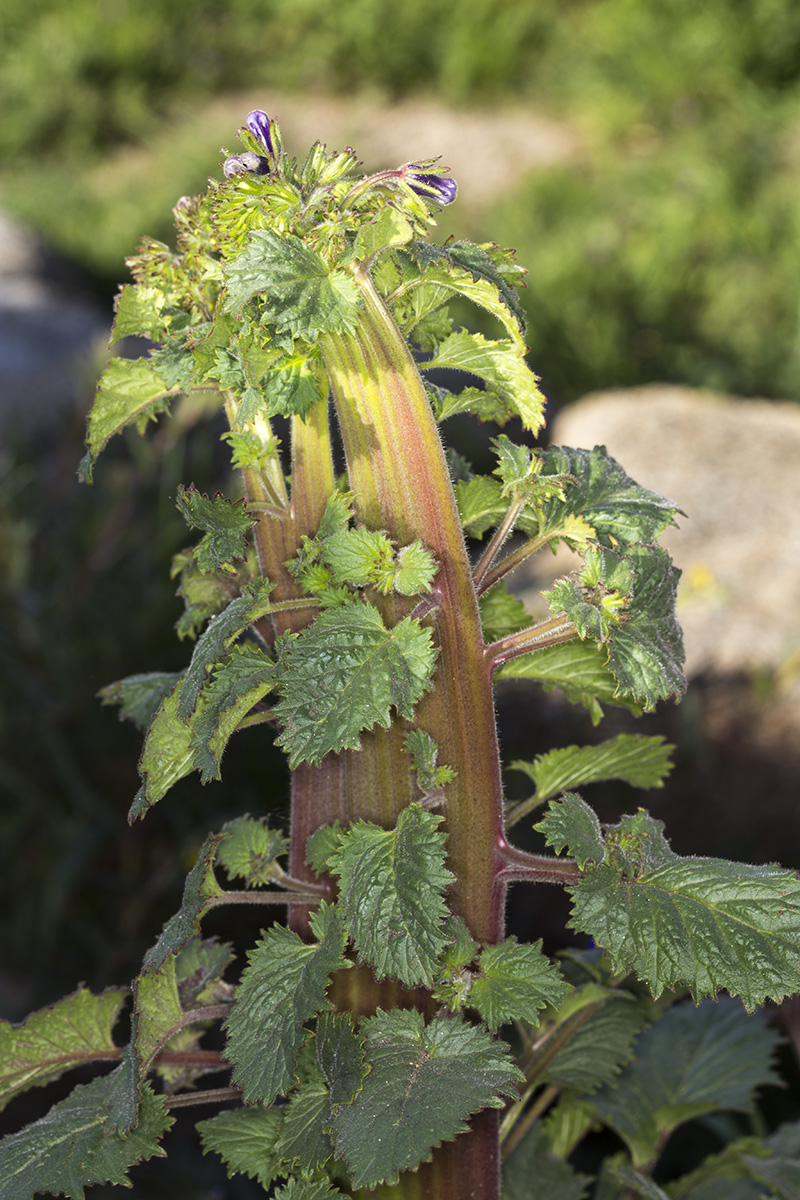
Fasciazione di una Phacelia campanularia